# علی بهنیا
علی بهنیا سیاست‌مدار ایرانی بود، که در دوره بیست و چهارم مجلس شورای ملی بعنوان نماینده کازرون از استان فارس در مجلس شورای ملی حضور داشت.